# مارگارت سولاوان

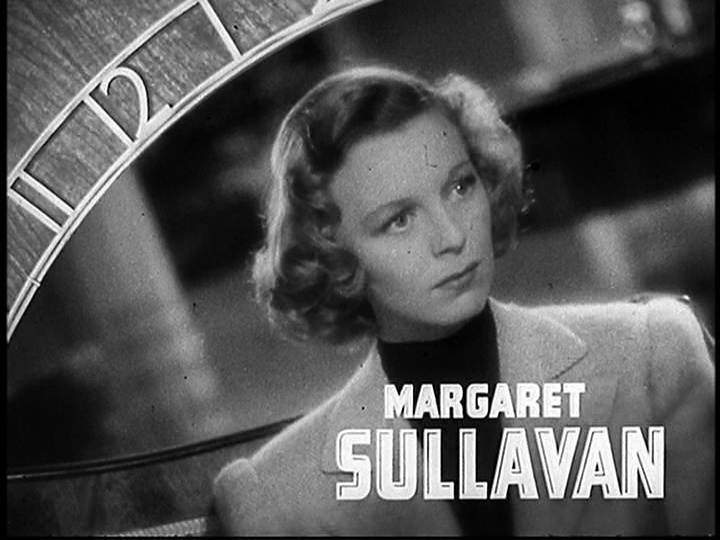

مارگارت سولاوان (انگلیسی: Margaret Brooke Sullavan؛ ۱۶ مهٔ ۱۹۰۹ – ۱ ژانویهٔ ۱۹۶۰) یک بازیگر سینما، و هنرپیشه اهل ایالات متحده آمریکا بود.
وی بین سال‌های ۱۹۲۹ تا ۱۹۶۰ میلادی فعالیت می‌کرد.

## بخشی از فیلمشناسی
| سال  | عنوان               | نقش                     | توضیحات |
| ---- | ------------------- | ----------------------- | ------- |
| ۱۹۳۸ | سه رفیق (فیلم ۱۹۳۸) | Patricia "Pat" Hollmann |         |
| ۱۹۴۰ | فروشگاه کنار خیابان | Klara Novak             |         |